# Svinjarec
Svinjarec is een plaats in de gemeente Dubrava in de Kroatische provincie Zagreb. De plaats telt 63 inwoners (2001).